# Falerne

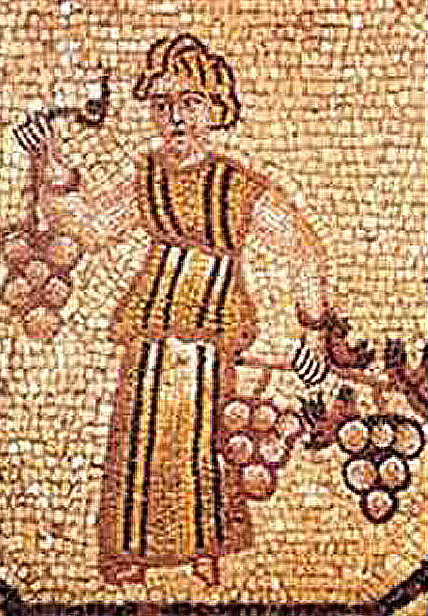
Vendanges de grosses grappes en Campanie

Le falerne était un vin de Campanie réputé durant l'Antiquité, produit dans la province de Caserte.

## Le grand vin de l'antiquité
Ce vin fut vanté par Horace et décrié par Pline : « Après le vin de Setia, le plus estimé au temps d'Auguste était celui de Falerne, surtout le falerne du canton appelé Faustien, qui avait acquis ce haut degré de bonté par la culture ; mais présentement il s'abâtardit, dit Pline, parce qu'on vise plutôt à la quantité qu'à la qualité ».
Une épigramme de Martialprend pour cible un certain Bæticus, homme aux goûts grossiers, qui préférait les câpres, les oignons et le jambon aux lièvres, aux sangliers, aux faisans et qui buvait plus volontiers du vin résiné que du falerne. 
Diodore de Sicile rapporte : « On prit l'habitude de servir des repas fastueux, accompagnés de parfums aux senteurs merveilleuses, et pour lesquels on préparait des lits couverts de coussins ... Des vins, ceux qui n'étaient qu'agréables, étaient méprisés; on faisait, sans retenue, ses délices du falerne, du choix et de leurs rivaux, ainsi que des meilleurs poissons et autres raffinements de la table. »

## Types de vin
Ce vin se présentait sous trois aspects « l'un rude, l'autre doux, et le troisième léger ». Le raisin dont on faisait ces vins ne valait rien à manger. Les vignobles de Falerne étaient à six milles de Sinuesse ; le bon âge de ce vin était quand il avait quinze ans.
On emploie encore parfois ce terme pour désigner un bon vin : « Buvons, au nez des Catons, Le vin de tous nos cantons. Coulez, cécube et falerne ».